# Hemipneustes
Hemipneustes es un género extinto de erizos de mar perteneciente a la familia Holasteridae. Fue descrito por Louis Agassiz en 1836.

## Especies
- Hemipneustes africanus Deshayes In Agassiz y Desor, 1847
- Hemipneustes arabicus Ali, 1989 †
- Hemipneustes arnaudi Cotteau, 1892
- Hemipneustes compressus Noetling, 1897 †
- Hemipneustes cotteaui Lambert in Peron, 1887 †
- Hemipneustes delettrei Peron y Gauthier †
- Hemipneustes leymeriei Hébert, 1875 †
- Hemipneustes nicklesi Vidal, 1921 †
- Hemipneustes oculatus Cotteau, 1892 †
- Hemipneustes perrieri Cottreau, 1935 †
- Hemipneustes persicus Cotteau y Gauthier, 1895 †
- Hemipneustes pyrenaicus Hebert, 1875 †
- Hemipneustes sardanyolae Vidal, 1921 †
- Hemipneustes striatoradiatus (Leske, 1778) †
- Hemipneustes zuffardii Checchia-Rispoli, 1921 †